# Henk Bosch van Drakestein
Jhr. Henri Bosch van Drakestein (Den Haag, 20 juni 1928 – aldaar, 21 augustus 1993) was een Nederlandse jazzmusicus (contrabas, 5-snarige Van Zalingenbas, bij gelegenheid helicon, cello en banjo).
Bosch van Drakestein, lid van de familie Bosch, was een zoon van Gerard Bosch van Drakestein. Hij debuteerde vlak na de Tweede Wereldoorlog onder de artiestennaam Hank Wood als bassist bij Pia Beck. Later speelde hij bij The Millers. In de jaren vijftig werd hij driemaal uitgeroepen tot beste bassist van Nederland en eenmaal tot beste bassist van Europa. Na 1970 was hij vast lid van de Dutch Swing College Band. Hij ging daarnaast met Joe Venuti en Johnny Meijer op tournee. Met Bob Kaper, Huub Janssen en Marcel Hendricks vormde hij het Flashback Quartet, waarmee hij vanaf het midden van de jaren zeventig ook actief was. Tussen 1952 en 1985 speelde hij op minstens tachtig jazzplaten mee.
- International Standard Name Identifier: 0000 0000 5368 1680
- Library of Congress Control Number: no2003105988
- MusicBrainz: 0a9c17ce-631e-4a35-a3f8-841879804285
- Virtual International Authority File: 19376805
- WorldCat: E39PBJyrPm6x68mb9mWbr9kdQq